# Stenalia variipennis (Ermisch, 1955)
Stenalia variipennis là một loài bọ cánh cứng trong họ Mordellidae. Loài này được Ermisch miêu tả khoa học năm 1955.